# Pedro Costa (director de cine)
Pedro Costa (Lisboa, 3 de marzo de 1959) es un director de cine portugués. Es conocido como un innovador en el área de cine experimental y de docufiction. Utiliza como herramientas básicas de grabación las cámaras ligeras de video digital. Sus planteamientos estéticos recogen los principios del denominado cine directo. Se le considera heredero de los documentales en 16 mm del grupo Novo cinema portugués.

## Trayectoria y obra
Pedro Costa es hijo del periodista y realizador de televisión Luís Filipe Costa. Abandonó sus estudios de historia en la Universidad de Lisboa para asistir a las clases impartidas por el poeta y director António Reis en la Escuela Superior de Cine donde acabó incorporándose.
Después de trabajar como ayudante de dirección para varios directores —como Jorge Silva Melo, Vítor Gonçalves y João Botelho—, realizó su primer largometraje O Sangue (La sangre) que tuvo su estreno mundial en el Festival de Cine de Venecia en 1989.En esta obra presenta ya la atención simultánea política y poética de las vidas de las personas marginadas. Su segunda película Casa de Lava (1994) fue rodada en Cavo Verde y proyectada en el Festival Internacional de Cannes. Su posterior trabajo es la trilogía Fontaínhas, con Ossos (1997), No Quarto da Vanda (2000) y Juventude em Marcha (2006), en el que retrata la vida de hombres y mujeres inmigrantes y pobres de la diáspora caboverdiana que habitan este barrio de Lisboa.
Pertenece, como Teresa Villaverde, a la generación de cineastas surgida en la década de 1990.
La obra de Pedro Costa continúa la tarea iniciada en Portugal por Manoel de Oliveira y António Campos, en la que el cine se inspira en el concepto antropología visual, tradición también explorada por cineastas como António Reis y Ricardo Costa, quienes utilizan la docu-ficción.
Muchas de sus películas están rodadas en un barrio de Lisboa habitado por personas marginadas donde graba en ambientes reales -sin ningún tipo de decorado- en un tono narrativo que se acerca a los documentales. Pero trabaja con la sensibilidad, cerca de la ficción, quiere lograr imágenes-sentimientos (ha citado, entre otros, a Renoir o Mizoguchi). Es famoso por su estilo ascético para describir a las situaciones de desesperación que sufren los pobres y marginados, sin ser sociológico. No es de extrañar que hiciese la película ¿Dónde yace tu sonrisa escondida? (2001), un documental sobre Danièle Huillet y Jean-Marie Straub.
Ya con En el cuarto de Vanda (2000), había logrado una nueva modernidad expresiva, que resultó rubricada con Juventud en marcha (2006): en ambos filmes la imagen digital se remitía a los grandes maestros del claroscuro y removía toda la poética del realismo precedente.
Su película Ne change rien (2009) documental rodado en Portugal y Francia, se centra en una cantante que vive entre ensayos y grabaciones en un ático, por un lado, y en el escenario de un café.
Su último largometraje, Vitalina Varela (2019) fue distinguido en el Festival de Cine de Locarno, con el Leopardo de Oro y el Leopardo a la Mejor Actriz.
En 2023 estrena As Filhas do fogo una película que une cine y música con Músicos do Tejo, de nueve minutos, presentada como instalación con tres pantallas. Tres hermanas de Cabo Verde huyen del volcán Fogo y llegan a un aeropuerto europeo.Un espectáculo que deambula por los días y noches, la miseria, la oscuridad de los callejones y las vidas invisibles de tantos y tantos migrantes se anuncia desde Rayo, Festival de Artes Visuales Expandidas.
En 2024 presenta como productor la película Fogo do vento, ópera prima de la actriz y directora Marta Mateus.

## Filmografía
- 1984 - É Tudo Invenção Nossa
- 1989 - O Sangue (La sangre)
- 1995 - Casa de Lava (Casa de lava o Casa bajo tierra)
- 1997 - Ossos (Huesos)
- 2000 - No Quarto da Vanda (En el cuarto de Vanda)
- 2001 - Où gît votre sourire enfoui? Onde jaz o teu sorriso? (¿Dónde yace tu sonrisa escondida?), con los cineastas Danièle Huillet y Jean-Marie Straub
- 2006 - Juventude em Marcha - (Juventud en marcha, Colossal Youth, En avant, jeunesse). Película seleccionada para el Festival de Cannes de 2006
- 2007 - Memories
- 2007 - O Estado do Mundo —Capítulo Tarrafal—
- 2009 - Ne Change Rien (la experiencia como cantante de la actriz Jeanne Balibar).[10] 100 minutos. con Jeanne Balibar, Rodolphe Burger, Hervé Loos y Arnauld Dieterlen.
- 2014 - Cavalo Dinheiro
- 2019 - Vitalina Varela
- 2023 - As filhas do fogo - corto-instalación 9'

## Ediciones en DVD, en castellano
- 2008, Pedro Costa, caja de 4 DVD + entrevista, Intermedio; libro sobre Costa.
- 2011, Ne Change Rien, Cameo.

## Premios
- 2002 - No Quarto da Vanda, realizada en el año 2000, obtuvo el Premio France Culture al cineasta extranjero del año 2002 en el Festival de Cannes.
- 2008 - Juventude em Marcha, Premio a la mejor pelúcla experimental de la Asociación de Críticos de Cine de Los Ángeles
- 2019 - Vitalina Varela, Pardo d'oro del Festival de Cine de Locarno.
- 2019 - Vitalina Varela, Premio Principado de Asturias a mejor largometraje y premio a Mejor Fotografía del Festival de Cine de Gijón, FICX, 2019.